# Teatro Politeama (Palermo)
Il Teatro Politeama Garibaldi, comunemente noto come Teatro Politeama è un teatro di Palermo, situato in Piazza Ruggero Settimo e sede dell'Orchestra Sinfonica Siciliana. Considerato il "cuore" della città, si trova alla fine di viale della Libertà.

## Storia
Nel 1865 il Comune di Palermo delibera la costruzione del Politeama. Essendo la spesa superiore alla cifra prevista, viene contattato il banchiere Carlo Galland che si impegna a costruire "tre mercati secondo i disegni dell'architetto Damiani e a costruire, nel locale che indicherà il Municipio, un Politeama secondo il piano d'arte e disegni preparati dall'Ufficio tecnico del Municipio" (Capitolato di convenzione tra il Municipio e il Sig. Carlo Galland, piemontese, per la costruzione dei mercati e Teatro, 1866).

### Il progetto
Il concorso interno viene vinto da Giuseppe Damiani Almeyda e i primi disegni di progetto vengono presentati a metà del 1866 e già a gennaio del 1867 sono in corso i lavori di scavo. La costruzione del Politeama ha un inizio affrettato con molte zone oscure, che può essere chiarita solo dalla conoscenza delle intricate vicende politiche municipali.
Nel 1869 e 1870 sorgono dei problemi tra il Municipio e l'impresa Galland, ma si decide di proseguire l'opera, eliminando tutti i lavori di abbellimento. Il cantiere inoltre era stato chiuso per qualche tempo per fare delle verifiche sulle condizioni statiche dell'edificio. Essendo stato trovato tutto a perfetta regola d'arte fu riaperto e si proseguì con i lavori. Il teatro era stato progettato come teatro diurno all'aperto, ma fu in un secondo tempo deciso di realizzare una copertura.
Il 7 giugno 1874 fu inaugurato anche se incompleto e ancora privo di copertura, la prima rappresentazione fu I Capuleti e i Montecchi di Vincenzo Bellini. La copertura, considerata per l'epoca opera di grande ingegneria, venne realizzata in metallo dalla Fonderia Oretea nel novembre del 1877.

### Inaugurazione
Gli ultimi lavori, di abbellimento, furono realizzati nel 1891 in occasione della grande Esposizione Nazionale che si teneva quell'anno a Palermo. Per l’apertura ufficiale del teatro quell'anno, fu rappresentato l’Otello di Verdi, con protagonista il tenore Francesco Tamagno, alla presenza di re Umberto I.
Dal 1910 al dicembre del 2006 il Ridotto del teatro ospitò la Galleria d'arte moderna di Palermo che venne successivamente spostata al Palazzo Bonet.
Già negli anni venti, sempre come "Politeama Garibaldi" e più intensamente dal dopoguerra - a partire dal 1947 circa, con il nome "Politeama" - l'edificio ospitò l'attività di cinematografo, di prima visione, alternando le proiezioni alle attività teatrali ospitando, anche, spettacoli circensi. Gli spettacoli cinematografici furono proposti, sino alla seconda metà degli anni sessanta.
Dal 1974, il teatro tornerà alle attività teatrali, intensificandole, a causa della chiusura del Teatro Massimo Vittorio Emanuele.
Nel 2000, in occasione del G8 ospitato in città, vennero realizzati i restauri delle decorazioni policrome in stile pompeiano dei loggiati. Dal 2001 il teatro è sede dell'Orchestra Sinfonica Siciliana. A partire dall'estate del 2011 iniziano i lavori di restauro della facciata posteriore del teatro.

## Descrizione

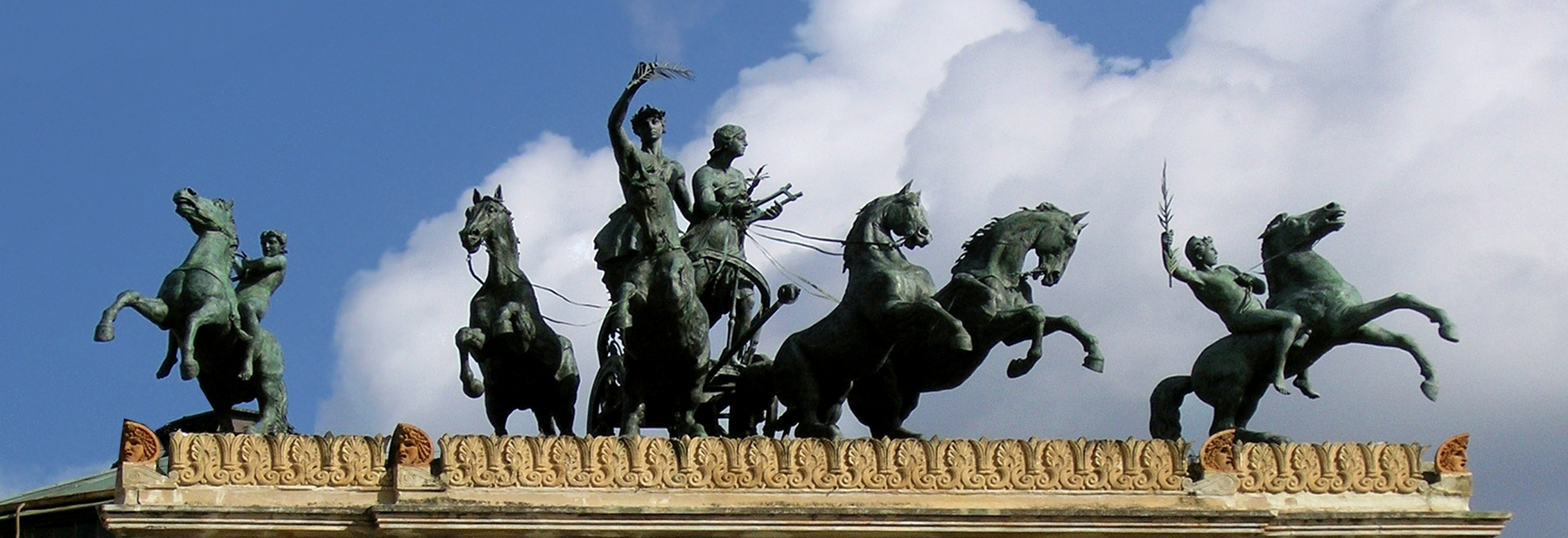
Quadriga bronzea sul Politeama, con Apollo, dio della musica, ed Euterpe, musa della lirica.

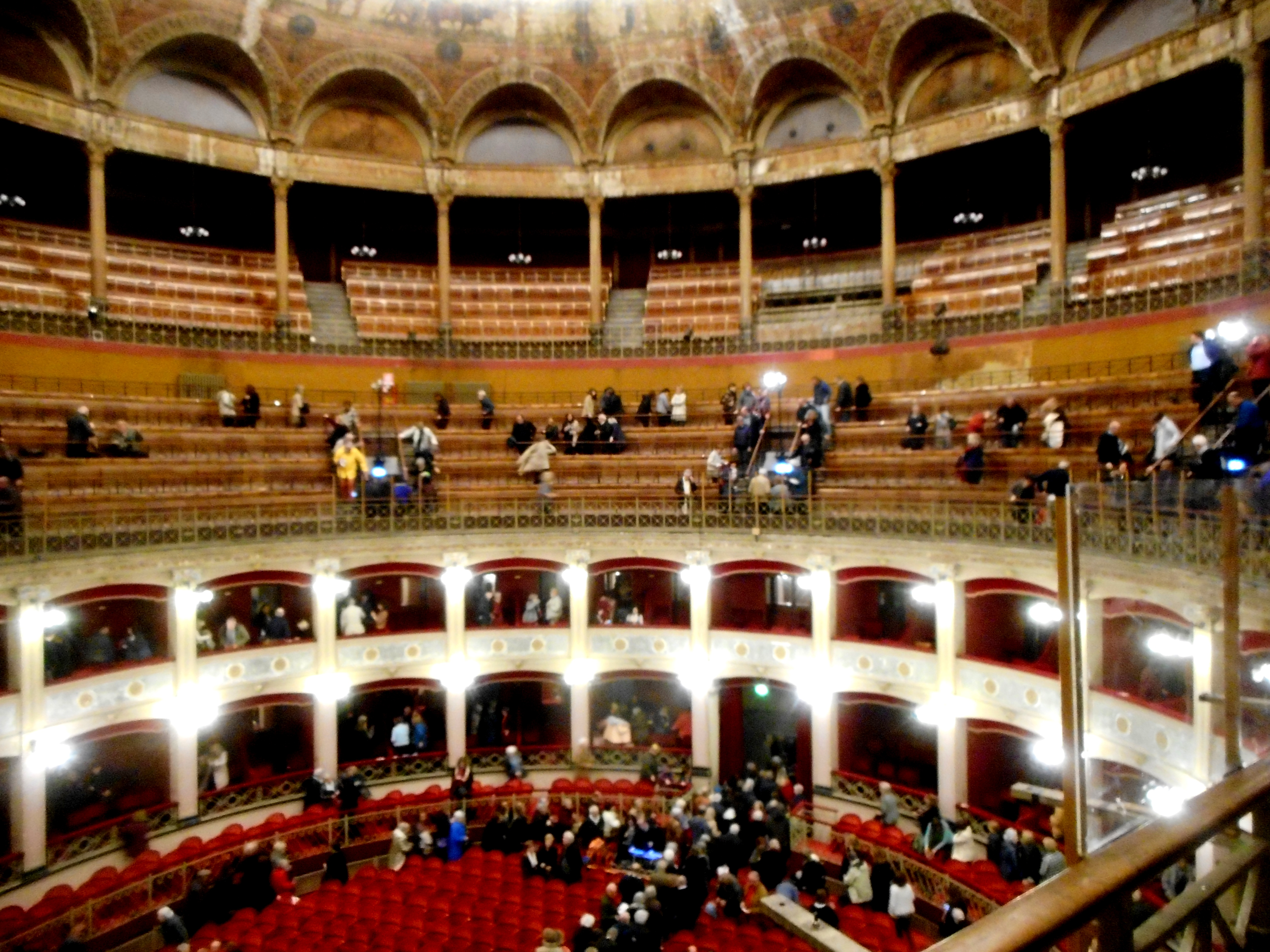
Interno della sala

L'opera propone simmetrie con sinteticità espositive in sinergia ad equilibri neoclassici caratteristici degli archi di trionfo napoleonici, con gruppi bronzei di cavalli rampanti posti all'ingresso dell'edificio.
Giuseppe Damiani Almeyda s'ispirò ai modelli del classicismo accademico in voga alla fine dell'Ottocento. Secondo Antonella Mazzamuto (Luoghi di Sicilia, Teatri tra '800 e '900. Edizioni Ariete, 2000), «il tipo adottato nel Politeama Garibaldi è quello del teatro-circo, in cui però la forma semicilindrica del prospetto nasconde una sala a ferro di cavallo con due ordini di palchi ed un profondo loggione. È una soluzione che ricorda il primo Hoftheater di Gottfried Semper, realizzato a Dresda, dove l'andamento semicircolare del fronte contiene ancora una sala di tipo tradizionale».

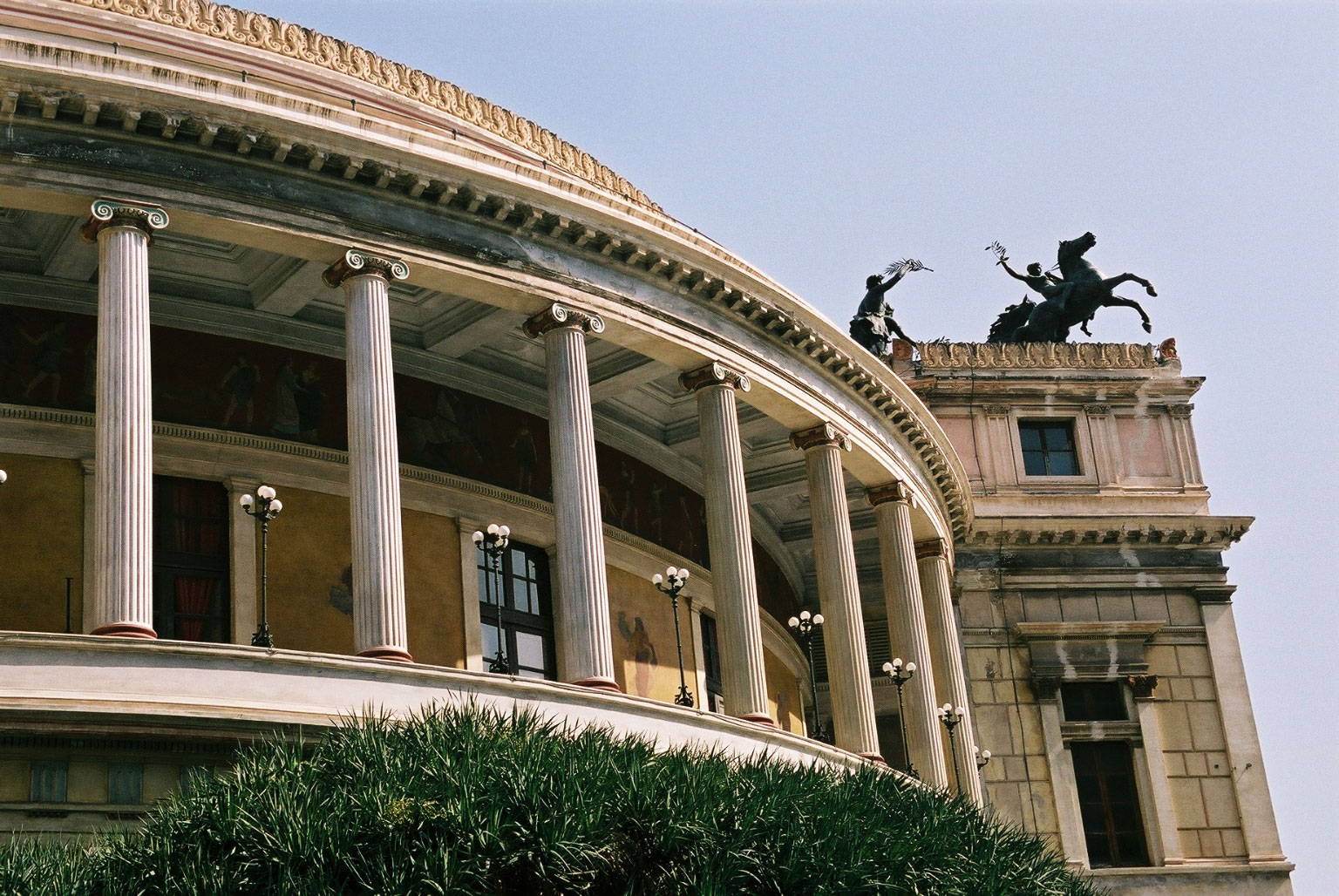
Particolare del colonnato

L'architettura del Politeama – sottolinea ancora la Mazzamuto – rimanda, poi, «al progetto teorico di teatro del Durand che aveva canonizzato la riproposizione del monumento storico: l'anfiteatro romano. Damiani Almeyda non adotta i tre ordini di arcate del Colosseo, come fa Durand, bensì un doppio ordine con trabeazione, secondo modalità desunte dall'architettura pompeiana».
Inoltre, la struttura cilindrica ricorda il Pantheon romano.
Il valore di questa costruzione sta nell'esaltazione della funzione sociale del teatro come "teatro del popolo", con l'enorme sala a ferro di cavallo (che nel 1874 poteva contenere cinquemila spettatori) con due file di palchi, dominata da una grande galleria articolata in due ordini.
L'ingresso è costituito da un arco di trionfo sormontato dalla quadriga bronzea di Apollo, opera di Mario Rutelli, cui s'affianca una coppia di cavalli bronzei di Benedetto Civiletti.